# Fofocalizando
Fofocalizando (estilizado FFZ e antes chamado Fofocando) é um programa de variedades televisivo brasileiro produzido e exibido originalmente pelo SBT. O programa tem como tema principal informar os telespectadores sobre o mundo e notícias de celebridades e bastidores da televisão, contando também com comentários acerca desses conteúdos.

## História

### Fofocando: Primeira fase e mudança para Fofocalizando (2016–2020)
Fofocando estreou em 1 de agosto de 2016, no horário das 14h15. O programa de estreia contou com a participação da atriz Larissa Manoela, que contou detalhes sobre o futuro das personagens gêmeas que interpreta na novela Cúmplices de um Resgate. Na bancada, ao lado de Leão Lobo e Mamma Bruschetta, um rapaz com um saco de papel na cabeça apresentou o programa, não sendo revelado quem ele seria, porém nomeado como um integrante fixo do programa. Posteriormente, a imprensa revelou que ele seria Gabriel Cartolano, que até então era produtor do TV Fama, na RedeTV!. Em 25 de agosto, o programa passou a contar com uma reprise no horário das 7h, fazendo com que o infantil Carrossel Animado perdesse duração. Por ser uma faixa destinada às afiliadas do SBT, a reapresentação era exibida somente em São Paulo e em localidades que não possuíam programação local. A reapresentação foi exibida pela última vez em 9 de setembro, sendo que a faixa das 7h às 8h foi devolvida ao Primeiro Impacto em 12 de setembro, que passou a ter duas horas de duração.
Com a entrada de Mara Maravilha na apresentação do programa, no dia 26 de setembro de 2016, o Fofocando ganhou meia hora de exibição, passando a ser exibido a partir das 13h45. A primeira meia hora do programa não era exibida para toda a rede devido a programação local das emissoras. No anúncio da entrada de Mara no programa, na sexta-feira anterior, o programa teve uma duração mais curta em São Paulo, se iniciando às 14h50, devido ao debate entre os candidatos da eleição municipal da cidade promovido pela emissora. Em 30 de setembro, o jornalista Leo Dias passou a integrar o elenco do programa, comentando notícias ao vivo diretamente dos estúdios do Rio de Janeiro. Em 7 de outubro de 2016, o programa perdeu os 30 minutos e voltou para seu horário original.
Uma segunda mudança de horário foi promovida, juntamente com outras alterações na grade do SBT, em 18 de novembro de 2016. Com isso, o Fofocando passou a ser exibido às 13h15, horário reservado para a transmissão de conteúdo local entre as emissoras da rede do SBT. A alteração fez com que o Casos de Família entrasse no horário que pertencia ao Fofocando, seguido pela sétima exibição da telenovela A Usurpadora, que era exibida no horário em que foi ocupado pelo Fofocando. As mudanças foram iniciadas em 21 de novembro. Uma semana após essa mudança de horário ser feita, no dia 30 de novembro, uma segunda mudança na grade de programação foi promovida pela emissora, fazendo com que o Fofocando começasse às 13h45, voltando a ser exibido a partir das 14h15 em rede nacional. A Usurpadora foi realocada para ser exibida após o Casos de Família, programa que passou a ser exibido às 14h45, após o Fofocando.
Junto com outras mudanças na grade que foram feitas nos primeiros dias de 2017, a partir de 2 de janeiro, o Fofocando mudou de horário pela terceira vez, trocando a faixa vespertina pela matutina. Dessa forma, o programa passou a ser exibido às 8h, reduzindo a sua duração novamente para 30 minutos. O horário das 8h era ocupado pelo Primeiro Impacto, que junto com o Jornal do SBT foi substituído pelo SBT Notícias, que por sua vez absorveu os apresentadores dos respectivos telejornais. No horário anteriormente destinado ao Fofocando no período vespertino, o SBT exibiu o Clube do Chaves, uma sessão que reúne episódios dos seriados Chaves e Chapolin. O programa, que era exibido ao vivo, passou a ser gravado na noite anterior a do dia de exibição.
Desde 23 de janeiro, numa quarta mudança promovida pela emissora, o programa retornou para a faixa vespertina, agora no horário de 14h45, voltando a ter uma hora de duração. O SBT Notícias ocupou a espaço deixado pelo programa durante a manhã, e durante a tarde, o programa passou a ser precedido pelo Clube do Chaves e sucedido pelo Casos de Família na grade de programação. Com a nova mudança de horário, o programa passou a se chamar Fofocalizando. Posteriormente, o programa perdeu 15 minutos de sua duração, devido a entrada do Primeiro Impacto na faixa da tarde. Voltando ao ar em 22 de junho às 15h.
Nesta fase, o Homem do Saco (interpretado por Dudu Camargo) deixou a atração e o apresentador Décio Piccinini virou um dos comentaristas, ao lado de Leão Lobo, Mamma Bruschetta e Mara Maravilha. O colunista Leo Dias continuou participando do programa, diretamente do Rio de Janeiro, trazendo as últimas notícias das celebridades. Em 18 de dezembro de 2017, convocadas para cobrir as férias de Mamma Bruschetta, Leão Lobo e Décio Piccinini, as apresentadoras Chris Flores e Lívia Andrade passaram a compor o elenco do programa em formato de revezamento. Em 3 de janeiro de 2018, Lívia Andrade foi efetivada no elenco fixo da atração. Antes atribuído como intérprete do personagem Homem do Saco, o produtor Gabriel Cartolano passou a comandar o quadro Direto da Redação no mesmo período. O programa também passou a contar com o repórter Everton Di Souza, apelidado de "Fofoquito". Além das novas contratações, Roberta Miguel também passou a revezar o Direto da Redação com Gabriel Cartolano. Em 17 de agosto de 2018, a assessoria de imprensa do SBT confirma o afastamento definitivo de Mara Maravilha do comando da atração. Em 2019, Caco Rodrigues dirigiu algumas edições do programa, porém logo foi afastado devido a conflitos com os apresentadores e Márcio Esquilo retornou ao cargo.
No dia 7 de maio de 2020, após a exibição do Fofocalizando ao vivo, a equipe foi comunicada que o programa foi cancelado sem prévio aviso sob ordem do próprio Silvio Santos, que estava descontente com a produção. O motivo foi a baixa audiência registrada pelo programa, que não saía do terceiro lugar e ficava atrás do Hora da Venenosa, quadro do programa Balanço Geral, da Record, e Sessão da Tarde, da TV Globo, além de alguns dias também ficar em quarto lugar, atrás do Melhor da Tarde, da Band, ou do A Tarde É Sua, da RedeTV!. Desde que retornou de férias em março, Silvio Santos já havia feito pelo menos uma mudança semanal no Fofocalizando para tentar melhorar seu desempenho, entre troca de apresentadores e extinção de quadros. Por fim, ficou decidido transformar o quadro Triturando, em que os apresentadores detonavam os artistas, em um programa independente, mantendo Chris Flores, Gabriel Cartolano, Lívia Andrade e Mara Maravilha.
Após o Triturando registrar uma audiência menor que o Fofocalizando – chegando a atingir 2,5 pontos – Silvio Santos mandou retirar o programa do ar com apenas um mês de exibição e retornar com a antiga atração a partir de 22 de junho de 2020. No dia da reestreia, no entanto, Silvio Santos mandou barrar o programa e continuar com o Triturando.

### 2021—presente: Segunda fase
Em 4 de fevereiro de 2021, Silvio Santos decidiu retornar com a exibição do programa na programação diária em substituição ao Triturando, que passa a ser exibido apenas aos sábados. O motivo se deve pela boa aceitação de um debate sobre a vigésima primeira temporada do reality show Big Brother Brasil. Com o retorno, o programa voltou ao formato tradicional de debates sobre o mundo dos famosos, além de entrevistas e reportagens exclusivas sobre vários assuntos em pauta. A mudança passou a valer a partir do dia 8 e a equipe do programa antecessor seguiu mantida. O programa agora estaria sendo apresentado por Chris Flores, Flor Fernandez, Ana Paula Renault, Gabriel Cartolano e Gabriela Cabrini.
Em maio de 2022, Ana Paula Renault é dispensada do SBT após ter sido acusada de causar conflitos nos bastidores, sobretudo com as suas colegas Chris Flores e Flor Fernandez, além da equipe de maquiadores da emissora. No dia 15 de julho, Matheus Baldi deixa o programa sob alegação de ajustes, apesar de ter sido acusado de expor a atriz Klara Castanho por ter decidido entregar seu filho à adoção, depois de ser vítima de um estupro. Além disso, a permanência de Baldi chegou a ser muito questionada pelo público.
No dia 20 de março de 2023, Leo Dias volta ao elenco fixo do programa após quatro anos ausente. Com o retorno de Leo Dias, o programa começa a apostar em reportagens externas e Flor passa a se tornar repórter da atração, deixando o estúdio e a apresentação fixa. Em 24 de outubro, Chris Flores deixa a apresentação do programa, alegando ter entrado de férias para focar nos estudos. No entanto, Flores decidiu deixar de vez o comando do programa, passando a focar em novos projetos. Por conta disso, a atração passou a ser apresentada por Leo Dias, Gabriela Cabrini e Gabriel Cartolano.
Em fevereiro de 2024, Cariúcha passou a realizar breves participações no programa. No entanto, a ex-A Fazenda começou a ser bem avaliada pelo público e pela direção, que aumentou a sua presença na atração para novas avaliações, até ser oficialmente contratada pelo SBT e ser anunciada como a nova integrante do projeto em 2 de abril. No dia 8 de abril, o SBT começou a realizar uma onda de demissões na produção do programa, dispensando a repórter Kallyna Sabino e a narradora Roberta Miguel. Flor também chegou a ser demitida da emissora, no entanto, esta teve a situação revertida após ter sido fixada como jurada no quadro Dez ou Mil do Programa do Ratinho.
Desde 28 de outubro de 2024, o programa retornou ao horário das 15h30, invertendo com a terceira faixa das "Novelas da Tarde" do SBT, Meu Caminho é Te Amar, que foi exibida ás 16h30 da tarde, sendo trocada para ás 14h30 posteriomente.

### 2025: Saída de Léo Dias e foco em projetos independentes
Em julho de 2025, Léo Dias deixou oficialmente o programa Fofocalizando, do SBT, após quase um mês afastado da bancada. A decisão marcou o encerramento de seu ciclo na emissora e coincidiu com o fortalecimento de seus projetos próprios. Poucos dias após sua saída, foi anunciado como novo contratado da Band, onde passou a integrar o time de comentaristas do programa Melhor da Tarde.

### Exibição
| Fase | Fase | Exibição original      | Exibição original  |
| Fase | Fase | Estreia                | Final              |
| ---- | ---- | ---------------------- | ------------------ |
|      | 1    | 1 de agosto de 2016    | 7 de abril de 2020 |
|      | 2    | 8 de fevereiro de 2021 | Em exibição        |

### Mudanças na apresentação
Em seu primeiro mês, como Fofocando, o programa tinha como apresentadores: o jornalista Leão Lobo e o ator Luiz Henrique, que na época apenas interpretava a personagem Mamma Bruschetta. Mara Maravilha passou a compor a apresentação do programa no final de setembro de 2016, marcando seu retorno ao SBT, após 20 anos. No mesmo mês, o jornalista Leo Dias é adicionado ao casting do programa. Leo é correspondente do programa no Rio de Janeiro. O Fofocando contava também com o Homem do Saco, um personagem desenvolvido por Silvio Santos que comentava notícias usando um saco de papel cobrindo o rosto. Apesar de vários sites especializados terem divulgado diversas identidades para o personagem, a mesma foi revelada em 12 de outubro de 2016, quando Dudu Camargo, seu intérprete, foi transferido para apresentar o Primeiro Impacto por exigência de Silvio Santos. O já novo âncora do SBT, ao ser questionado em entrevista para o site NaTelinha, preferiu não responder se seria o intérprete do personagem. O personagem foi substituído pelo jornalista Décio Piccinini após a mudança de horário e de nome para Fofocalizando em 23 de janeiro de 2017.
Pelo seu bom desempenho no comando do Fofocalizando, Lívia Andrade foi efetivada no elenco fixo da atração a partir do dia 3 de janeiro de 2018. Antes atribuído como intérprete do Homem do Saco, o produtor Gabriel Cartolano passou a comandar o quadro Direto da Redação no mesmo período. O programa também passou a contar com o repórter Everton Di Souza, apelidado de "Fofoquito". Além das novas contratações, Roberta Miguel também passou a revezar o Direto da Redação com Gabriel Cartolano.
Em 17 de agosto de 2018, a assessoria de imprensa do SBT confirma o afastamento definitivo de Mara Maravilha do comando da atração, sem dar maiores explicações sobre a decisão. Em julho de 2019, Mara volta ao programa após ordem do próprio Silvio Santos após as desavenças com Lívia Andrade, sendo que voltou ao programa através de uma nave especial. Em 2020, o programa passou por várias alterações e atualizações. Em 6 de março, anunciou a contratação da jornalista Fábia Oliveira para trazer as notícias do mundo das celebridades, direto dos estúdios do SBT Rio, no período temporário de 10 dias.

## Equipe
|  | Apresentador / Repórter atual  |
|  | Apresentador / Repórter antigo |
|  | Repórter                       |
|  | Ausente                        |

| Equipe         | Equipe            | Ano  | Ano  | Ano  | Ano  | Ano  | Ano  | Ano  | Ano  | Ano  | Ano  |
| Equipe         | Equipe            | 2016 | 2017 | 2018 | 2019 | 2020 | 2021 | 2022 | 2023 | 2024 | 2025 |
| -------------- | ----------------- | ---- | ---- | ---- | ---- | ---- | ---- | ---- | ---- | ---- | ---- |
| Apresentadores |                   |      |      |      |      |      |      |      |      |      |      |
|                | Leão Lobo         |      |      |      |      |      |      |      |      |      |      |
|                | Mamma Bruschetta  |      |      |      |      |      |      |      |      |      |      |
|                | Mara Maravilha    |      |      |      |      |      |      |      |      |      |      |
|                | Dudu Camargo      |      |      |      |      |      |      |      |      |      |      |
|                | Leo Dias          |      |      |      |      |      |      |      |      |      |      |
|                | Lívia Andrade     |      |      |      |      |      |      |      |      |      |      |
|                | Décio Piccinini   |      |      |      |      |      |      |      |      |      |      |
|                | Gabriel Cartolano |      |      |      |      |      |      |      |      |      |      |
|                | Chris Flores      |      |      |      |      |      |      |      |      |      |      |
|                | Gaby Cabrini      |      |      |      |      |      |      |      |      |      |      |
|                | Ana Paula Renault |      |      |      |      |      |      |      |      |      |      |
|                | Matheus Baldi     |      |      |      |      |      |      |      |      |      |      |
|                | Isabele Benito    |      |      |      |      |      |      |      |      |      |      |
|                | Cariúcha          |      |      |      |      |      |      |      |      |      |      |
|                | Thayse Teixeira   |      |      |      |      |      |      |      |      |      |      |
| Repórteres     |                   |      |      |      |      |      |      |      |      |      |      |
|                | Roger Turchetti   |      |      |      |      |      |      |      |      |      |      |
|                | Everton Di Souza  |      |      |      |      |      |      |      |      |      |      |
|                | Viny Vieira       |      |      |      |      |      |      |      |      |      |      |
|                | Roberta Miguel    |      |      |      |      |      |      |      |      |      |      |
|                | Mônica Apor       |      |      |      |      |      |      |      |      |      |      |
|                | Flor Fernandez    |      |      |      |      |      |      |      |      |      |      |

## Recepção
O formato desenvolvido era inicialmente composto por uma bancada de três apresentadores e um personagem, onde comentam notícias de celebridades e bastidores da televisão. O cenário é o mesmo utilizado pelo jornalismo do SBT para a produção de seus telejornais, adaptado para o programa. Posteriormente, a bancada deu espaço para um cenário que remete a uma sala de estar. Daniel Castro, em análise publicada no portal Notícias da TV, descreve o Fofocando como "um programa barato" pelo fato dos apresentadores ocuparem parte do tempo lendo notícias de portais na íntegra. "Seus videotapes se limitam a narrações em off ilustradas com fotografias ou imagens de divulgação", conclui. Quando passou a se chamar Fofocalizando, o programa passou a mesclar notícias de celebridades e do cotidiano, como política e sociedade, o que para o site NaTelinha, o tornou mais dinâmico.

### Audiência
Com o objetivo bater os altos índices do quadro A Hora da Venenosa, exibido pela Record e que era líder, o Fofocando estreou com 5.8 pontos, ficando em terceiro lugar não só atrás da Record e da TV Globo, como também derrubando em 2 pontos a audiência do horário, que antes era ocupado pela extensão do Bom Dia & Companhia . Durante toda exibição ainda com o primeiro nome, o programa figurou entre os menos assistidos da emissora e permaneceu em terceiro lugar. Em janeiro de 2017, reestreou sob o nome de Fofocalizando, com uma média de 7 pontos e um crescimento de 25%, embasado pela mudança de horário para às 14h para fugir da concorrência com A Hora da Venenosa e adesão do jornalista Leo Dias, levando notícias exclusivas sobre as celebridades. Com isso, chegou disputar o segundo lugar com o Balanço Geral, da Record, e estabilizar-se ao atingir médias entre 7 e 9 pontos.
A partir do segundo semestre de 2018, porém, o programa passou a perder gradativamente a audiência devido às constantes brigas entre entre os apresentadores ao vivo, que afugentaram o público, além do retorno ao horário das 15h, chegando a marcar apenas 1.8 pontos em 27 de junho, concorrendo com o jogo de futebol do Brasil na Copa do Mundo. A partir de então, manteve-se com médias entre 3 e 6 pontos, chegando a ficar em quarto lugar na audiência em algumas ocasiões atrás do Melhor da Tarde, da Rede Bandeirantes.
Com seu retorno no dia 8 de fevereiro de 2021, o programa cravou 3.6 pontos. Apesar de não ter alterado os índices do horário, a atração fechou em quarto lugar contra 3.8 do A Tarde É Sua, da RedeTV!, ficando alguns momentos em quinto lugar. Apesar do primeiro mês em baixa, o programa viu seus índices crescerem aos poucos, além de ampliar a distância contra a RedeTV! e a Rede Bandeirantes, chegando a consolidar 5.1 pontos em 26 de março e fisgar alguns minutos na vice-liderança. No dia 6 de abril, registrou 5.4 pontos e assumiu a vice-liderança isolada durante toda a sua exibição, contra 5 da Record que exibia a reprise de Belaventura.

## Críticas e controvérsias
Na estreia, Fofocando foi alvo de críticas negativas da mídia especializada e do público. O jornalista Ricardo Feltrin, do UOL, fez sua análise se referindo ao programa como "chapa-branca", devido à quantidade de pautas com conteúdo do SBT, e criticou as notícias velhas, afirmando que esses dois fatores contribuíram para a baixa audiência da estreia. Em matéria publicada pelo mesmo portal, a análise também foi a mesma, complementada com comentários de internautas que consideraram "dispensável" a participação do Homem do Saco no programa. No entanto, o colunista Flávio Ricco, que publica a coluna Canal 1 no mesmo portal, revelou uma possível identidade ao personagem, atribuindo a Gabriel Cartolano, ex-produtor do TV Fama da RedeTV!, que foi contratado a convite de Silvio Santos, ao mesmo tempo em que afirmou que dentro do SBT "a avaliação é que faltou 'recheio' ao programa". Odair Braz Jr., em seu blog no R7, escreve que o programa "é muito, mas muito chato" e também critica as diversas pautas atrasadas do programa, afirmando ser uma justificativa para seus baixos índices de audiência no período: "Ficar parado ali em frente à TV vendo Mamma e Leão Lobo lendo notícia velha não é algo que parece que vá dar certo".
No dia seguinte, o programa respondeu aos críticos do UOL, apresentando Cartolano no estúdio, que revelou não ser o personagem do Homem do Saco. O produtor levou ao estúdio uma televisão sintonizada na TV Globo enquanto era exibido o Vídeo Show, numa resposta a crítica de Feltrin. Horas depois, Flávio Ricco respondeu o Fofocando, relatando que o programa teria trocado o intérprete do personagem por Nelsinho Tamberi, assistente de palco do Domingo Legal. O colunista complementa a matéria, afirmando que existem "falhas primárias na sua produção". Ao site RD1, hospedado pelo iG, Tamberi negou que seria o personagem. Isso foi reforçado no programa exibido na quinta-feira seguinte, quando Tamberi fez uma aparição no programa, ao lado do produtor, dos apresentadores do programa e do referido personagem.
Sobre o televisor sintonizado no Vídeo Show exibido no programa, o apresentador do programa, Otaviano Costa, reagiu ao ato em uma publicação feita em sua conta no Twitter. O apresentador, além de aparecer ao mesmo tempo no Fofocando e no próprio Vídeo Show, também aparecia na reprise da novela Amor e Intrigas, e citou o jogo de tabuleiro War na publicação por ter "conquistado" três emissoras. Durante o Fofocando exibido no dia seguinte, Leão Lobo respondeu a publicação de Otaviano no ar, dizendo que isso só foi uma coincidência, citando que poderia ter sido outra pessoa, dando Susana Vieira como exemplo. A concorrente Fabíola Reipert, do quadro A Hora da Venenosa, reagiu negativamente ao comentário de Otaviano, dizendo que ele não deveria comemorar o fato de aparecer em três emissoras ao mesmo tempo, já que ele não consegue cumprir com a meta de audiência da TV Globo.
A entrada de Mara Maravilha no elenco do programa, em 26 de setembro de 2016, voltou a gerar críticas negativas ao programa. Em sua primeira semana, Mara fez "cortes" na fala dos demais apresentadores e causou controvérsia ao comentar sobre o relacionamento de Fernanda Gentil com a jornalista Priscila Montandon, que "está na moda ser homossexual". Após ver comentários de internautas que opinaram em sua primeira crítica ao Fofocando, o jornalista Odair Braz Jr. publicou nova análise afirmando que todos os comentários negativos eram em relação a Mara, transcrevendo algumas das queixas: "E o que aparentemente foi uma tentativa de aumentar a audiência pode ter se transformado num transtorno". Daniel Castro, do Notícias da TV, chamou Mara de "desinformada" e comentou que a apresentadora não teria outra função "a não ser forçar intrigas, tentar polemizar, provocar os colegas do próprio programa – tudo numa encenação de qualidade duvidosa. Ela não tem informação (pelo contrário, demonstra estar despreparada para falar de vidas conjugais de famosos). Preconceito tem de sobra". Castro encerra sua análise atribuindo a queda da audiência do programa à entrada da apresentadora na atração. O Fofocando brincou com as críticas, na edição de 6 de outubro de 2016, quando Mara apresentou o programa com um esparadrapo na boca. No mesmo dia, o SBT realizou enquete onde 68% dos internautas não queriam que a apresentadora "voltasse a falar" na atração. Mara também foi alvo de críticas quando falou a respeito da cantora Solange Almeida e discutiu, ao vivo, com Lívia Andrade.
Após completar três meses no ar, o jornalista Mauricio Stycer avaliou o programa como "uma aula aberta do método Silvio Santos de pensar e gerir a sua televisão", citando as decisões abruptas do empresário na programação do SBT a partir de sua estreia. Ele completa afirmando que o Fofocando "chama a atenção não pelas notícias que divulga, mas pelo circo que Silvio Santos montou. As polêmicas causadas por Mara [Maravilha] e as ofensas dirigidas pela apresentadora roubam a cena – e ajudam o SBT a alcançar os pontinhos desejados no IBOPE". Em sua retrospectiva de final de ano, Stycer colocou o Fofocando entre os 15 piores momentos da televisão.
Com a estreia de Lívia Andrade como apresentadora do programa, os atritos com Mara Maravilha passaram a ser frequentes. Isso fez o programa ser constantemente criticado por forçar uma disputa para atrair audiência, que também refletiria nos bastidores da atração. Lívia desmentiu que houvesse um "duelo" ao vivo e que as discussões ocorrem naturalmente.
Em 17 de março de 2020, a atração é criticada por permanecer ao vivo durante a pandemia de COVID-19 no Brasil. No dia seguinte, Leão Lobo se afastou da atração. Dois dias depois, Livia Andrade disse no ar uma fake news que dizia que líderes religiosos vendiam "álcool em gel ungido de Deus", como forma de se proteger contra o coronavírus. No dia seguinte, a apresentadora pediu desculpas pela opinião. Em 26 de março, o bispo da Igreja Universal do Reino de Deus Renato Cardoso, exigiu retratação da apresentadora com a igreja, o que não ocorreu. Lívia foi afastada por tempo indeterminado da atração.

## Prêmios e indicações
| Ano  | Prêmio                                   | Categoria                                     | Trabalho      | Resultado |        |
| ---- | ---------------------------------------- | --------------------------------------------- | ------------- | --------- | ------ |
| 2019 | Prêmio F5                                | Melhor Programa de Variedades                 | Fofocalizando | Venceu    | [ 89 ] |
| 2019 | Prêmio F5                                | Melhor Apresentadora                          | Lívia Andrade | Venceu    | [ 89 ] |
| 2019 | Melhores do Ano NaTelinha                | Melhor Programa de Variedades                 | Fofocalizando | Venceu    | [ 90 ] |
| 2019 | Prêmio Área VIP – Melhores da Mídia 2018 | Melhor Programa/Atração sobre Famosos de 2018 | Fofocalizando | Venceu    | [ 91 ] |
| 2019 | Prêmio Contigo! Online 2019              | Melhor Programa de Variedades                 | Fofocalizando | Venceu    | [ 92 ] |
| 2019 | Prêmio Área VIP – Melhores da Mídia 2019 | Melhor Programa/Atração sobre Famosos de 2019 | Fofocalizando | Venceu    | [ 93 ] |